# Chiqui Martí
Chiqui Martí (Barcelona, 1971) és una artista catalana de dansa eròtica i striptease, un gènere que ella anomena "strip-art". Fa 1,64 metres i les seves mesures corporals són 87-62-92.
A 14 anys va començar a ballar en desfidades de modes i perruqueria. És autodidacta com a ballarina i ben aviat va començar a treballar en diverses sales de festes. També va arribar a treballar a la sala El Molino del Paral·lel barceloní abans del seu tancament.
Posteriorment la seva popularitat s'incrementà arran de les seves aparicions televisives.
El dia 12 de juny de 2004, Chiqui Martí va patir un greu accident laboral mentre actuava en la discoteca Radical a Torrijos (Castella). El seu cos es va desplomar mentre realitzava el seu espectacle de striptease des de 4 metres d'alçada i va caure d'esquena. Fou traslladada urgentment a l'Hospital Virgen de la Salud de Toledo, on fou ingressada amb pronòstic reservat. Durant uns mesos va perdre la mobilitat de les cames i va haver de sotmetre's a un llarg i voluntariós procés de rehabilitació, que acabà amb la seua recuperació en pocs mesos.